# Рендон, Хамес
Хамес Аурелио Рендон Вильегас (исп. James Aurelio Rendón Villegas; род. 7 апреля 1985, Фресно, Толима) — колумбийский легкоатлет, специалист по спортивной ходьбе. Выступал за сборную Колумбии по лёгкой атлетике в 2000-х и 2010-х годах, обладатель серебряной медали Панамериканских игр, чемпион Южной Америки, победитель чемпионата Центральной Америки и Карибского бассейна, иберо-американского чемпионата, действующий рекордсмен страны в ходьбе на 50 км, участник трёх летних Олимпийских игр.

## Биография
Хамес Рендон родился 7 апреля 1985 года в городе Толима департамента Толима.
Впервые заявил о себе в лёгкой атлетике на международном уровне в сезоне 2002 года, когда вошёл в состав колумбийской национальной сборной и выступил на чемпионате Южной Америки по спортивной ходьбе в Сааведре, где в состязаниях юношей на 10 км стал седьмым. Также в этом сезоне выиграл бронзовую медаль в ходьбе на 10 000 метров на юношеском южноамериканском первенстве в Асунсьоне.
В 2004 году на чемпионате Южной Америки в Лос-Анхелесе был дисквалифицирован в гонке юниоров, тогда как на Кубке мира в Наумбурге занял среди юниоров итоговое 36-е место.
В 2006 году на южноамериканском чемпионате в Кочабамбе стал бронзовым призёром в ходьбе на 20 км и тем самым помог своим соотечественникам выиграть командный зачёт. Помимо этого, в той же дисциплине показал 35-й результат на Кубке мира в Ла-Корунье, одержал победу на Южноамериканских играх в Буэнос-Айресе.
В 2007 году был седьмым на Панамериканском кубке по спортивной ходьбе в Балнеариу-Камбориу, выиграв при этом командный зачёт, превзошёл всех соперников в ходьбе на 20 000 метров на чемпионате Южной Америки в Сан-Паулу.
В 2008 году на Кубке Южной Америки в Куэнке получил бронзу и золото в личном и командном зачётах соответственно. Также занял 24-е место на Кубке мира в Чебоксарах, победил на дистанции 20 000 метров на чемпионате Центральной Америки и Карибского бассейна в Кали. Благодаря череде удачных выступлений удостоился права защищать честь страны на летних Олимпийских играх в Пекине — в дисциплине 20 км показал результат 1:24:41, расположившись в итоговом протоколе соревнований на 31-й строке.
В 2009 году стал серебряным призёром в личном и командном зачётах 20 км на Панамериканском кубке в Сан-Сальвадоре.
В 2011 году на Панамериканском кубке в Энвигадо был дисквалифицирован, на чемпионате Южной Америки в Буэнос-Айресе стал пятым, на чемпионате мира в Тэгу занял итоговое 19-е место, на Панамериканских играх в Гвадалахаре завоевал серебряную медаль, уступив только гватемальцу Эрику Баррондо.
В 2012 году получил серебро на Кубке Южной Америки в Салинасе, закрыл тридцатку сильнейших на Кубке мира в Саранске, одержал победу на иберо-американском чемпионате в Баркисимето. Находясь в числе сильнейших ходоков Колумбии, отправился на Олимпийские игры в Лондон — на сей раз в ходьбе на 20 км показал время 1:22:54 и занял итоговое 28-е место.
На Панамериканском кубке 2013 года в Гватемале финишировал на дистанции 20 км девятым.
В 2014 году на иберо-американском чемпионате в Сан-Паулу был дисквалифицирован в дисциплине 20 000 метров, тогда как на Играх Центральной Америки и Карибского бассейна в Веракрусе сошёл с дистанции в ходьбе на 50 км. Также на соревнованиях в американском Вэлли-Коттедже установил ныне действующий национальный рекорд Колумбии в дисциплине 50 км — 3:47:41.
На Панамериканском кубке 2015 года в Арике стал бронзовым призёром в личном зачёте 50 км и выиграл серебряную медаль командного зачёта. На Панамериканских играх в Торонто в той же дисциплине пришёл к финишу шестым.
Выполнив олимпийский квалификационный норматив (4:06:00), благополучно прошёл отбор на Олимпийские игры 2016 года в Рио-де-Жанейро — здесь в ходьбе на 50 км получил дисквалификацию.
После Олимпиады в Рио Рендон ещё в течение некоторого времени оставался действующим спортсменом и продолжал принимать участие в крупнейших международных стартах. Так, в 2018 году он отметился выступлением на Южноамериканских играх в Кочабамбе, где в дисциплине 50 км сошёл с дистанции.